# Obaysch

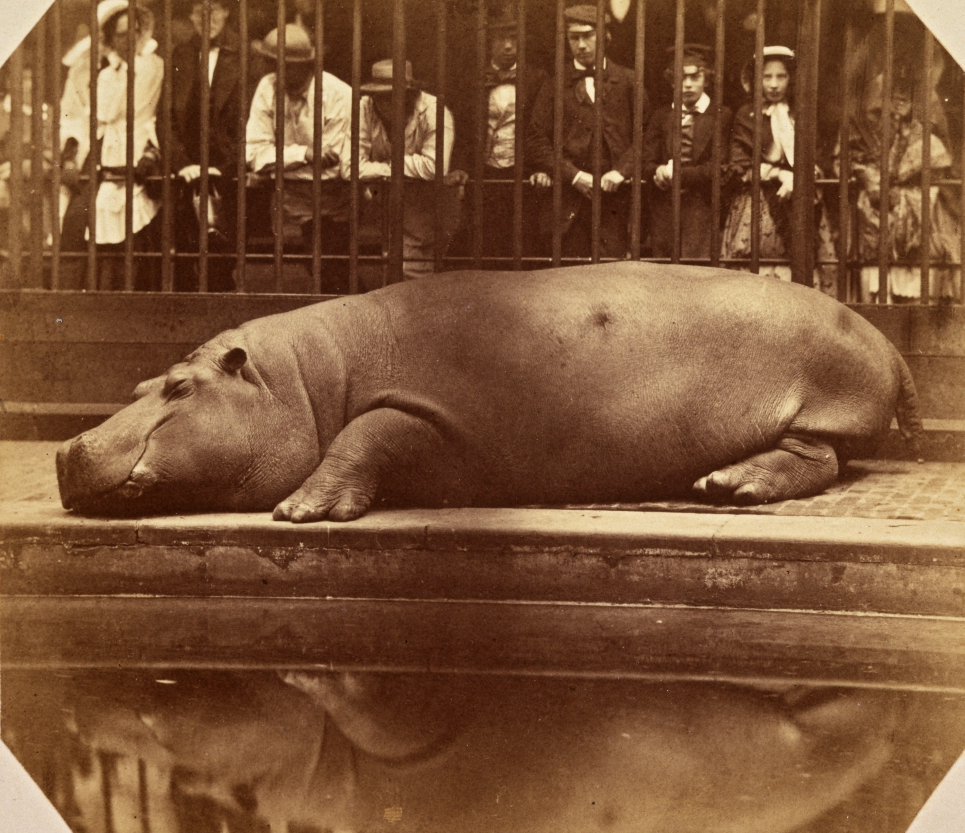
Multidões olham enquanto Obaysch descansa no Zoológico de Londres nesta fotografia de 1852 tirada por João, Conde de Montizón.

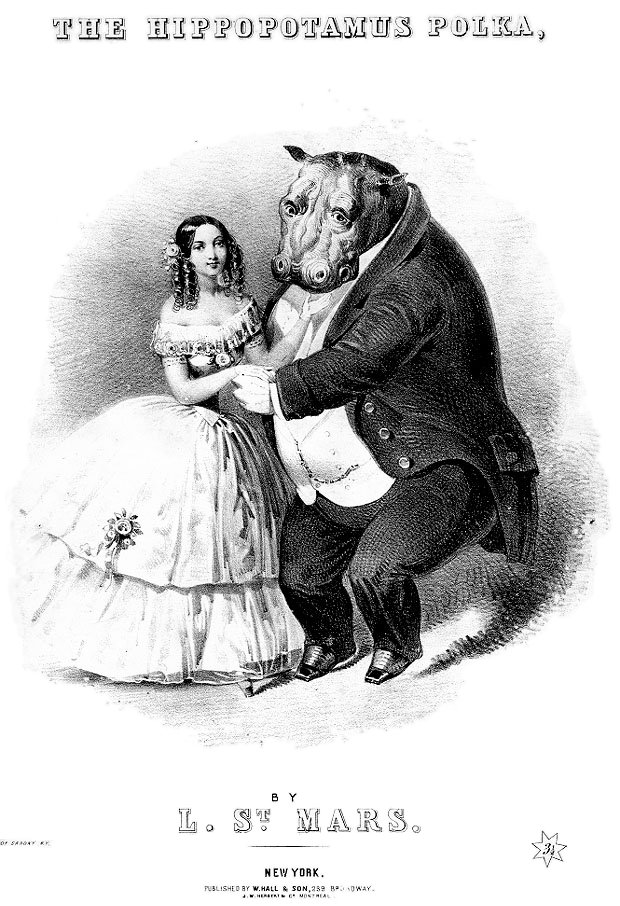
Capa da Polca do hipopótamo.

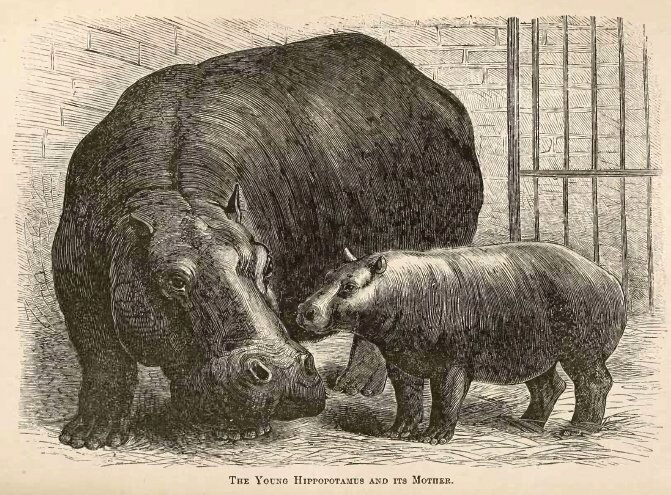
Adhela e Guy Fawkes.

Obaysch (1849 - 11 de março de 1878) foi o primeiro hipopótamo visto na Grã-Bretanha desde os tempos pré-históricos e o primeiro na Europa desde a Roma Antiga. Ele foi capturado numa ilha no Nilo Branco quando tinha menos dum ano de idade. Seu nome deriva do nome da ilha.
O vice-rei otomano do Egito, Abaz Paxá, concordou com o cônsul geral britânico, Charles Murray (mais tarde conhecido como "Hippopotamus Murray") em trocar Obaysch e alguns outros animais exóticos por alguns greyhounds e deerhounds. Obaysch foi enviado de barco pelo Nilo para o Cairo, acompanhado por um rebanho de vacas para lhe fornecer leite. Ele foi enviado pela P&O em um barco a vapor para Southampton e chegou ao Zoológico de Londres em 25 de maio de 1850. Foi uma sensação instantânea em Londres, atraindo até 10.000 visitantes por dia e gerando um comércio de souvenirs de hipopótamo e até mesmo uma Polca do hipopótamo (por L. St. Mars). O número de visitantes do zoológico em 1850 foi o dobro do ano anterior.
Abaz Paxá também enviou um segundo hipopótamo a Londres, uma fêmea chamada Adhela que chegou em 22 de julho de 1854. Após uma espera de mais de 16 anos, o casal finalmente teve uma cria em 1871, mas morreu dois dias depois. Uma segunda cria morreu no ano seguinte, mas a terceira, nascida em 5 de novembro de 1872, sobreviveu. Ela era uma fêmea que foi chamada Guy Fawkes. Adhela sobreviveu a Obaysch por 4 anos, morrendo a 16 de dezembro de 1882. Guy Fawkes morreu a 20 de março de 1908.
Uma vez, Obaysch escapou do cativeiro no zoológico de Londres e, segundo a lenda, um cuidador foi usado como isca para atraí-lo para seu recinto.